# Бубряк Павло Васильович
Павло́ Васи́льович Бубря́к (18 лютого 1968, с. Дихтинець) — музикант, композитор, естрадний співак, поет-пісняр, актор.

## Біографія[1]
Павло Васильович Бубряк, народився 18.02.1968 р. в селі Дихтинець Путильського р-ну Чернівецької області.

### Перші кроки у мистецтві
Ще навчаючись у Замогильній восьмирічній школі, юнак дуже любив музику і мав бажання навчатись грі на різних інструментах, особливо на баяні. Батьки не мали можливості возити сина на навчання в музичну школу в районний центр, але батько купив баян, коли Павло навчався ще в 4-му класі.
До речі, батько і сам чудовий музикант, самоучка, сопілкар.
Любов до пісні та поетичного слова прививала Павлові його мати, Марія. Павло слухав її ніжні пісні, її чудовий голос і знав її таємну мрію про сцену. Не судилося їй співати на сцені, але ця мрія здійснилася у долі її сина. Самостійно Павло навчився грати на баяні, почав співати, брати участь у художній самодіяльності, у всіх концертах школи, села, району. Був призером, дипломантом багатьох конкурсів-оглядів районних та обласних фестивалів.
Після закінчення школи, з 1983 по 1986 роки навчався в Чернівецькому культосвітньому училищі на факультеті народних інструментів. Два роки паралельно займався в народному театрі оперети в м. Чернівці.
У 1986—1988 роки, під час служби в армії у м. Фюрстенвальд на Шпрее в ГДР, співав та виступав з концертами в різних військових частинах у складі вокально-інструментального ансамблю «Ати-бати», організатором та керівником якого був за дорученням командування частини. Це було великою школою для майбутнього співака.
У 1988 році вступив до Київського театрального інституту імені Карпенка-Карого на акторський факультет, але закінчити його не вдалося через трагічну смерть матері. Павло змушений був повернутися додому, в силу обставин що склались, так як дома потребував його опіки малолітній брат Микола.
Повернувшись додому в село Дихтинець Путильського району, вокально-інструментальний ансамбль «Синьогорий» став поприщем творчої діяльності в якому по 1996 рік Павло надхненно працює як пісняр та соліст гурту. Художнім керівником колективу був Савчук Петро Степанович. Ансамбль користувався великою популярністю, виступаючи на сільській, районній та обласній сценах. Народний артист України Назарій Яремчук підтримував і часто залучав до співпраці ансамбль «Синьогорий» під час виступів на традиційних районних святах.
Вокально-інструментальний ансамбль був частим гостем на виробничих ділянках, високогірних полонинах, виступаючи у складі агітбригад, але й часто ставав переможцем різних конкурсів та фестивалів районного та обласного рівнів.
В період з 1990 року по 1998 Павло Бубряк закінчує юридичний факультет ЧКТ та економічний ЧДУ ім.  Ю.Федьковича.

### Створення власного ансамблю
Наприкінці 1996 року П.Бубряком створюється вокально-інструментальний ансамбль «Сузір'я Карпат», який надалі стає професійним. В репертуарі колективу появляється все більше і більше авторських пісень Павла Бубряка, а в 1999 році вже відбувся запис і випуск першого альбому, який вміщував 13 пісень під назвою «Над Карпатським краєм». В 2000 р. Павло знайомиться із Громадським Ярославом Дмитровичем, директором продюсерського центру та студії тиражування «GroLis» м. Тернопіль, з цього розпочинається довготривала і плідна співпраця.
Протягом 2000—2003 років ведеться робота над підготовкою випуску другого альбому. У 2004 р. був записаний і випущений другий авторський альбом в CD-форматі та аудіо касетах під назвою «Я знаю край», який вміщував 16 пісень. Звукорежисером виступив Олександр Третьяк, м. Тернопіль.
У цьому ж році було знято 2 відеокліпи (ролики) на пісні «Батьків не забувайте шанувати» та «Краса Карпат», на слова і музику Павла Бубряка, які неодноразово транслюються по телебаченню Буковини та України. Весь цей період Вокально-інструментальний ансамбль "Сузіря Карпат під керівництвом Павла успішно здійснює гастрольні поїздки по Західній та Центральній Україні.
П. Бубряк в 2003 році стає лауреатом Всеукраїнського фестивалю духовної пісні м. Київ.
З 2004- по 2005 р. Павло Буряк з колективом творчо працює над випуском третього авторського альбому під назвою «Лети, моя пісне!», який виходить у світ у 2005 році. Звукорежисером знову виступив О.Третьяк з м. Тернопіль.
У 2004 р. П.Бубряк стає лауреатом XIV Міжнародного Гуцульського фестивалю. Протягом 2005—2008 років виходять ще три музичних альбоми під назвами «Гей Карпати», «Прийміть любов» та «Краса Карпат», в тісній співпраці з композитором оранжувальником Прокопиком Володимиром Івановичем, м. Чернівці.
26.01.2006 р. в Чернівецькому Академічному драмтеатрі ім. О.Кобилянської відбувся ювілейний концерт «Двадцять пісенних літ на сцені», та знято під цією ж назвою музичний фільм у DVD-форматі, який так само, як і попередні альбоми в CD-форматі, сотнями тисяч буквально розлетівся як по Україні, так і поза межами її.
В цьому ж році проведено ряд концертів в областях України, а саме: Сумській, Хмельницькій, Чернігівській, Вінницькій, Київській та в місті Київ. Зокрема в цей період П. Бубряк з ансамблем «Сузір'я Карпат» дає концерти в обласному драм. театрі міста Вінниця, палаці культури «Березіль» міста Тернопіль, музичному театрі «На Подолі» міста Київ та в драматичному театрі ім. О. Кобилянської міста Чернівці, й ряд інших концертів в обласних та районних центрах України.
В 2007 році виходить у світ авторська пісенна збірка «З любов'ю Карпатського серця». 11 листопада цього ж року у Палаці «Академічний» м. Чернівці відбулася презентація цієї авторської збірки та творчий вечір Павла Бубряка. Чернівецьким Державним телебаченням відзнято муз. фільм в 4-х частинах з одноіменною назвою, який транслюється на телеканалах України.
1997—2007 роки у творчій біографії Павла Буряка — це період напруженної і багатогранної праці, період активної концертної діяльності у складі колективу «Сузір'я Карпат» та творчої праці як художнього керівника, соліста колективу, барда, митця-автора багатьох пісень.

### Нові горизонти
Поїздки з концертами по багатьох регіонах України, виступи в обласних центрах, зустрічі з різними людьми надихали митця на нові пісенні твори і популяризацію української буковинської пісні.
В 2007 році з ініціативи Чернівецької Облдержадміністрації Павла Бубряка було представлено до державної нагороди — Заслужений артист України. 02.11.2007 підписано комісією № 12 МКПУ.
В цей період іде праця над випуском нового музичного альбому «Опале листя».
З новою концертною програмою, співак із групою об'їздив практично весь Західний регіон України у другій половині 2007- першій половині 2008 років.
В 2008 році виходить музичний альбом «Опале листя», який є спільним проектом з відомим поетом-піснярем Л. С. Ямковим, а також з композитором, Народним артистом України О.Й Злотником та з академіком, Народним артистом України М. І. Чембержі. Цей муз. альбом приурочується поважному 600-річному ювілею міста Чернівці. В цьому ж році Чернівецьким Державним телебаченням знято два музичні кліпи на пісні «Мої Чернівці» та «Українське село», режисер Антоніна Фантух.
З 9 по 14 липня 2008 р. П. Бубряк та «Сузір'я Карпат» на запрошення представляє українську пісню в Європі на Міжнародному етнофестивалі «Garofita Pietrei Craiului», місто Брашов (Румунія), де українську пісню було сприйнято з великим захопленням. Всі дні фестивалю виступи транслювались по місцевих телеканалах.
Тоді, вже Лауреату Міжнародного етнофестивалю, П.Бубряку по телефону було висловлено подяку за чудове представлення української пісні послом України в Румунії.
Саме на цьому фестивалі П.Бубряк і ВІА «Сузір'я Карпат» отримали запрошення на гастрольне турне з концертами по Європі: Чехія, Словаччина, Болгарія, Греція, Туреччина, Італія, Іспанія, Австрія, Польща, Угорщина, Румунія, Португалія.
З 2001 р. по 2009 р. Павло Бубряк навчається і закінчує Заокську Духовну Академію за спеціальністю теологія і християнська психологія.
09.02.2009 р. стартували гастролі Павла Бубряка та «Сузір'я Карпат» по Європі. Польща — Варшава, Лодзь. Чехія — Плзень, Ліберець, Карлові Вари, Прага. Німеччина — Дрезден, Гамбург, Мюнхен. Австрія — Ільсбург, Вєна. Італія — Мілан, Венеція, Павія, Віджевано, Рим, Ніаполь, Н. Помпея, о. Капрі. Греція — Патра, Коринф, Афіни, Ларіса, Каламбака, г. Метеора, о. Хіос і багато інших. Самовіддана праця митця належним чином була оцінена — Європейський Союз в обличчі Чехії, а саме Міністерство праці та соціальної політики, запропонувало артисту, а також творчому колективу участь у Європейському пілотному проекті підтримки митців. Було запропоновано 2,5-річний контракт, на який творчий колектив погодився і підписався. Після успішного завершення контракту Павлу Бубряку та музикантам «Сузір'я Карпат» і їх родинам надано дозвіл на постійне місце проживання в Європі. Але все одно, на запрошення земляків артист частенько приїздить з концертами на Україну. Як говорить Павло: «Без цього душа моя висохла б».
В 2010 р. до 70-ї річниці Чернівецького обласного радіо в обласному муздрамтеатрі імені Ольги Кобилянської відбувся гала-концерт Всеукраїнського радіофестивалю «Пісні рідного краю», взяти участь у якому приїхав й Павло.
Як автор і виконавець власних пісень, продюсер, художній керівник і соліст ВІА «Сузір'я Карпат», що зібрав на Тернопільщині, Франківщині та Чернівеччині професійних музикантів, а також як автор і виконавець пісні «Де синії гори», Павло став Лауреатом Всеукраїнського радіофестивалю «Пісні рідного краю».

### Європейська діяльність
В 2010—2011 роках Павло Бубряк на прохання Асоціації Русинів Чехії працює над створенням збірки русинських пісень 350—400 -річної давності. Отже підготовлено до друку збірку із 63 старовинними русинськими піснями під назвою «Страннік», а також записано два музичні альбоми «Страннік-1» і «Страннік-2». Нотографія та виконання Павла Бубряка, оранжування та звукорежисура Володимира Прокопика.
15.06.2010 р. в Празі, на з'їзді «Асоціації українців в Чехії», Павла Бубряка обрано головою АУвЧР.
В 2011 р. в Празі Павлом Бубряком заснована муз. студія «Сузір'я Карпат», де юні українці з діаспори мають змогу навчатись по класу баяна, фортепіано та вокалу.
У 2012 р. митець, за пропозицією Чеського телебачення, знявся в чеському художньому фільмі «Rozkoš» в епізодичній ролі, де зіграв перського нафтового магната.
Наступну епізодичну роль (заможного  банкіра) П.Бубряк зіграв на запрошення чеського телебачення в 2013 -14 р. у чеському серіалі «První Republika».
В 2014 р. швейцарський кінорежисер Роберт Коуба запросив Павла на зйомки фільму «СИНҐУЛЯРНІСТЬ» із циклу Аврора — де П. Бубряк зіграв одну із основних ролей. До слова, у цьому фільмі Павлу пощастило працювати в ансамблі із швейцарськими та голівудськими зірками світового кіно, такими як: John Cusack, Carmen Argenziano, Julian Schaffner, Eileen Grubba, Jeannine Wacker та іншими. Фільм вийшов в прокат у 2017 році, стартувавши в Голівуді.
На даний момент Павло Бубряк та ВІА «Сузір'я Карпат» дарує багатьом слухачам, шанувальникам української солов'їної пісні святковий настрій, наснагу та хвилини духовності у Празі, та по інших містах Чехії і Європи, при цьому не забуваючи за рідну Україну.
Натхненно та творчо митець працює над пісенним репертуаром з метою підготовки випуску нового авторського пісенного альбому.